# دراسة طولية

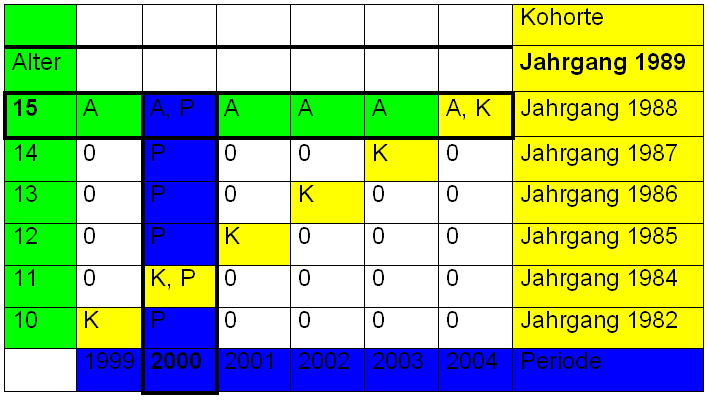

الدراسة الطوليّة هي أحد وسائل تصميم البحث العلمي في المنهج التجريبي من أجل دراسة تأثير عوامل ومتغيرات معينة وبشكل متكرر خلال فترة زمنية طويلة نسبياً، قد تمتد إلى عدة سنوات، وحتى عقود. تعد الدراسة الطولية أحد أنواع الدراسة بالملاحظة، وهي على العكس من الدراسة المستعرضة، تقوم بإجراء تجارب متكررة للموضوع نفسه، وتقوم بمقارنة النتائج مع بعضها البعض.
غالباً ما تستخدم الدراسات الطولية في مجال علم الاجتماع لدراسة تأثير الأحداث على الأجيال، حيث تقوم بدراسة حالة نفس الشخص مع مرور الوقت، وبذلك فإن النتائج الحاصلة عن الدراسة لا تخضع لاعتبارات تفاوت الخلفية الثقافية.

## اقرأ أيضاً
- تصميم القياسات المتكررة
- دراسة مستعرضة